# チェレビチ (ヘルツェゴビナ＝ネレトヴァ県)
チェレビチ（ボスニア語:Čelebići、クロアチア語Čelebići、セルビア語:Челебићи）は、ボスニア・ヘルツェゴビナの村。ボスニア・ヘルツェゴビナを構成する2つの構成体のうち、ボスニア・ヘルツェゴビナ連邦のヘルツェゴビナ＝ネレトヴァ県に属し、コニツ自治体に含まれる。ボスニア・ヘルツェゴビナ紛争の際、チェレビチ収容所が設置された。
座標: 北緯43度41分02秒 東経17度53分46秒 / 北緯43.684度 東経17.896度